# Vita (Hiszpania)
Vita – gmina w Hiszpanii, w prowincji Ávila, w Kastylii i León, o powierzchni 16,59 km². W 2011 roku gmina liczyła 92 mieszkańców.